# Duivendrechtsevaart

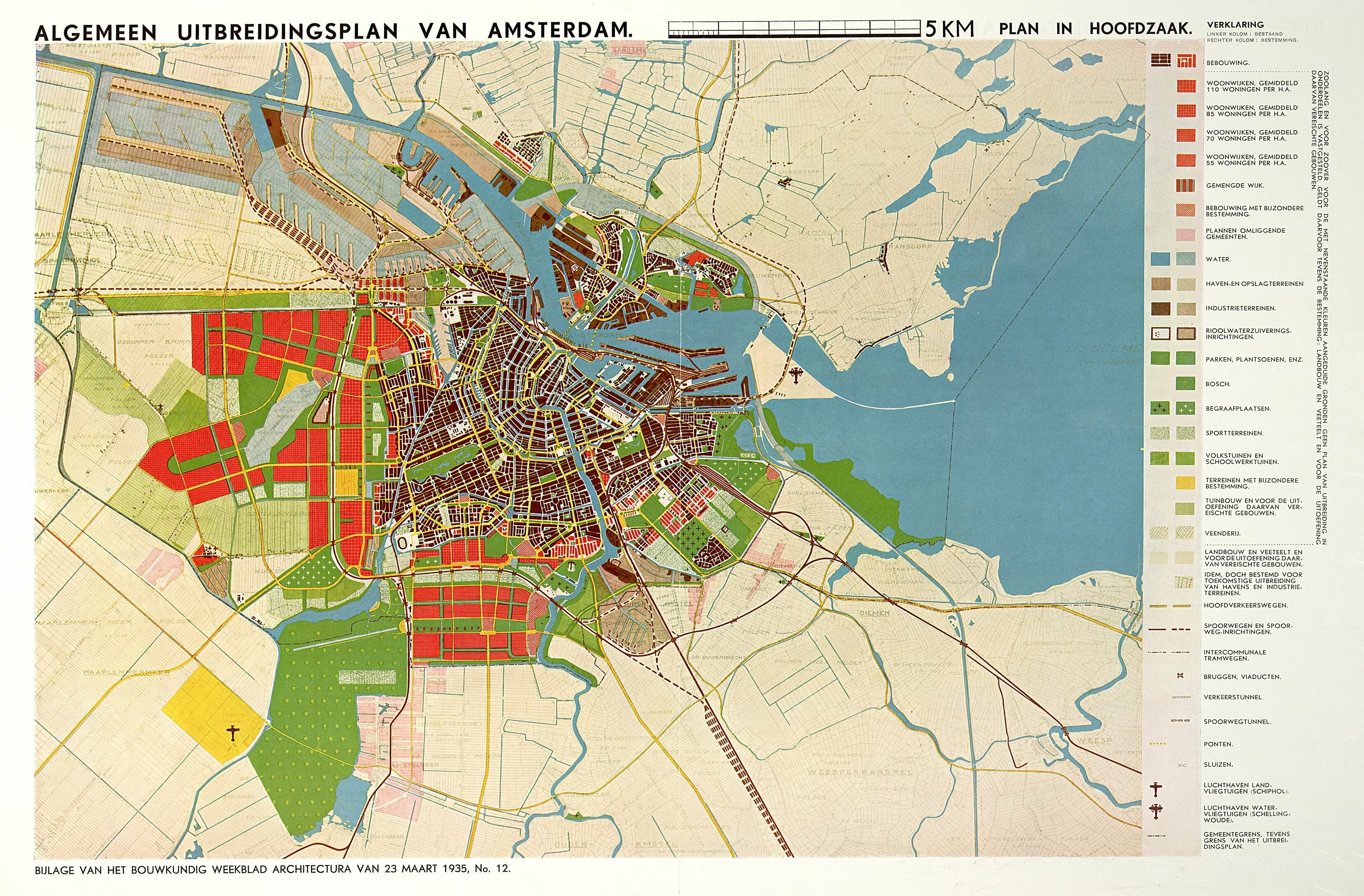
Algemeen Uitbreidingsplan 1935

De Duivendrechtsevaart is een kanaal in Amsterdam en Duivendrecht (gemeente Ouder-Amstel). De vaart loopt van de Amstel ter hoogte van de Omval naar de Van der Madeweg in het industriegebied Overamstel. Dwars door het kanaal loopt de gemeentegrens tussen Amsterdam en Ouder-Amstel. De vaart is vernoemd naar het nabij gelegen dorp Duivendrecht.
De vaart loopt ten oosten van de Joan Muyskenweg en ten westen van de Spaklerweg. Ook bevindt zich boven de vaart ter hoogte van de De Heusweg het metrostation Overamstel van de metrolijnen 50 en 51. Daarnaast kruist ook de ringweg A10 de vaart. Er zijn vijf bruggen over de vaart waarvan de eerste twee in Amsterdam liggen (van noord naar zuid):
- voetgangers/fietsersbrug brug 1962, die een verbinding geeft tussen de Omval en de Jan Vroegopsingel.
- verkeersbrug Amstelstroomlaan brug 2189 uit 2022
- verkeersbrug De Heusweg brug 854 uit 1968.
- metrobrug brug 1641 met metrostation Overamstel uit 1990.
- een ongenummerde brug in Rijksweg 10.

Tot de openstelling van de Van der Madeweg in 1963 bleef er ter hoogte van de Paul van Vlissingenstraat een dam aanwezig om het verkeer de mogelijkheid te geven van oost naar west te rijden. In het verleden was er ook een fiets en voetgangersbrug tussen de Willem Fenegastraat en de zijweg Joan Muyskenweg. Tussen 2020 en 2022 werd in het Amsterdamse gedeelte gewerkt aan brug 2189.
De eerste schets van de vaart is te zien op een kaart van Publieke Werken uit 1926. Zij is daar aangegeven als zijn "Nieuwe wateren" op een kaart waarin het uitbreidingsplan is uitgewerkt. Op de kaart staat bijvoorbeeld ook het Westelijk Marktkanaal ook als nieuwe waterweg aangegeven. Het werd vervolgens een tijd stil. Als de gemeente in 1935 opnieuw (vernieuwde) uitbreidingen bespreekt, ze zijn van Cornelis van Eesteren van het Algemeen Uitbreidingsplan, is het marktkanaal al gegraven, maar de vaart staat nog ter discussie. Op de kaart 162 van Publieke Werken komt de vaart niet voor, op kaarten 163 uit 1950 en 164 uit 1952 wel.
Het eerste deel van de vaart op Amsterdams grondgebied is echter midden jaren vijftig gegraven inclusief een kleine haven aan de westkant en een grotere zijhaven aan de oostkant ter ontsluiting van het industriegebied Overamstel voor de scheepvaart. Het tweede deel op grondgebied van Ouder-Amstel inclusief een derde zijhaven aan de oostzijde werd midden jaren zestig gegraven. Oorspronkelijk was het de bedoeling dat de vaart als "Kanaal om de Zuid" verder naar het zuiden zou doorlopen en om Gaasperdam heen op het Amsterdam-Rijnkanaal zou uitkomen. Door de afgenomen behoefte aan transport per water is dit echter nooit gerealiseerd en bleef de vaart beperkt tot 1500 meter.
Tegenwoordig bevinden zich in het gebied allerlei andersoortige bedrijven zijnde niet zware industrie. Alleen de betoncentrale wordt regelmatig per schip met zand en grind bevoorraad. Aan de vaart bevindt zich ook de Basiswerkplaats rail en een openluchtstalling voor bussen van het GVB. Daarnaast is er ruimte voor het aanleggen van woonboten. Dit is vooral in het deel dat onder de gemeente Ouder-Amstel valt. Als gevolg van het verschuiven van de gemeentegrens per 1 januari 2006 is een aantal woonboten in de gemeente Amsterdam komen te liggen. In 2017 werden er plannen ontwikkeld voor verdergaande bebouwing met een nieuwe brug die in 2022 werd geopend inclusief jachthaven.